# Shenzhen Football Club

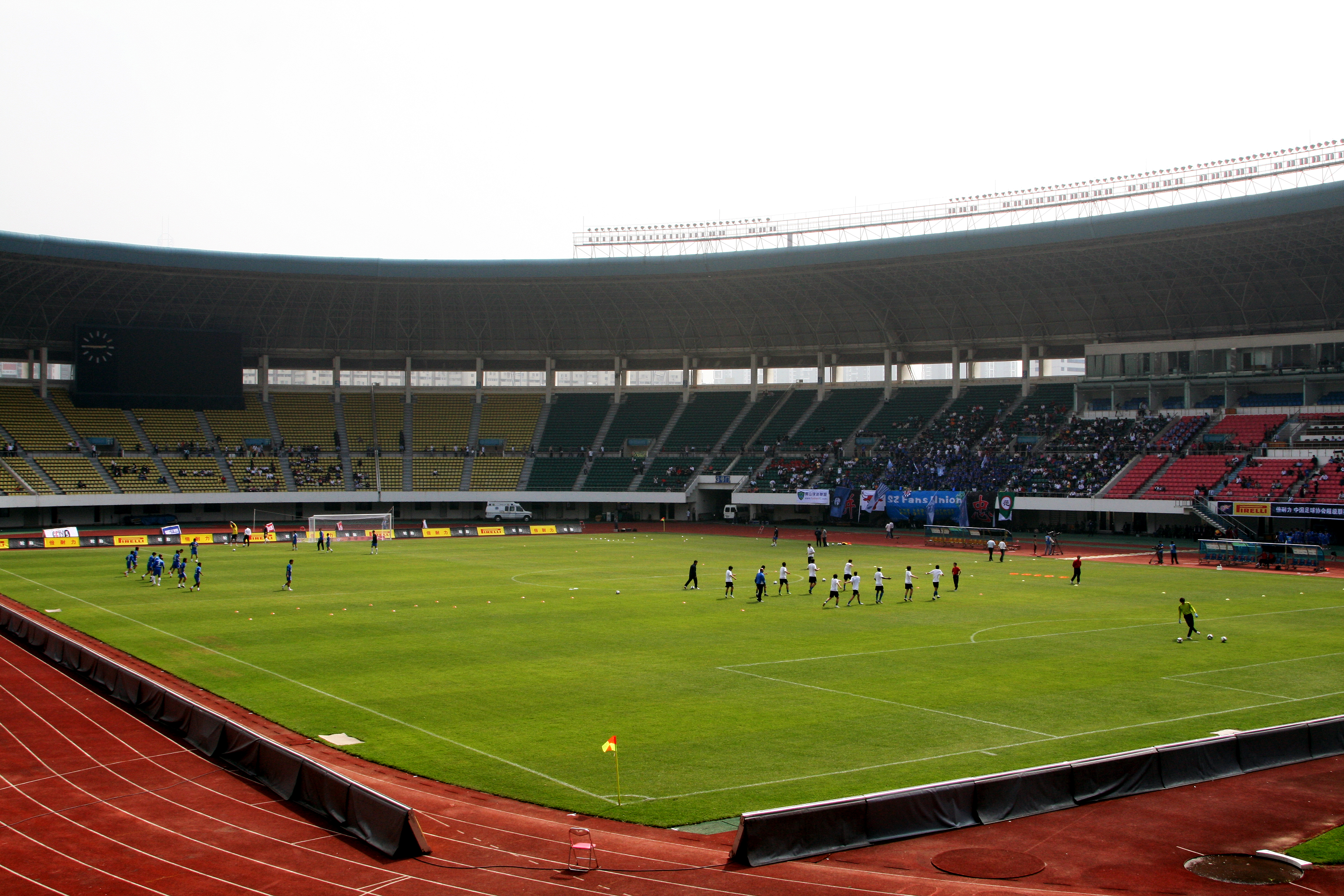
Estadio de Shenzhen Ruby FC

El Shenzhen Kaisa Football Club (en chino, 深圳市足球俱乐部), hasta 2014 Shenzhen Ruby, fue un equipo de fútbol de China que jugó en la Superliga de China.

## Historia
Fue fundado con el nombre Shenzhen FC en 1994 en la ciudad de Shenzhen, en la provincia de Cantón y desde ese tiempo ha cambiado de nombre varias veces.[cita requerida]
Cuando en el 2004 ganaron la Superliga China, en lugar de llegar cosas buenas, pasó lo contrario, una gran crisis financiera y el entonces entrenador Zhu Guanghu fue llamado a dirigir a la Selección de fútbol de China y el equipo bajó su nivel, al punto que la temporada siguiente solo llegaron al puesto 12.[cita requerida]
Desde abril de 2018, el entrenador del primer equipo es el técnico español Juan Ramón López Caro. El día 3 de noviembre de 2018, después de ganar su partido en la última jornada 5-0 y dependiendo del resultado del Zhejiang Greentown, se clasificó como segundo y logrando el ascenso a la Super Liga China.
Posteriormente el principal patrocinador del club pasó a ser Kaisa, dando el nombre del club Shenzhen Kaisa Football Club (佳兆业深圳足球俱乐部). Las inversiones realizadas en el club, han permitido realizar cambios en la ciudad deportiva en el año 2017 y tener una de las mejores plantillas de la League One China.
Desde 2018 el club desarrollaba un programa de fútbol base destinado a mejorar a fomentar el fútbol en la ciudad y en los jóvenes. Desarrollan equipos juveniles en colaboración con el ministerio de educación local. Bajo la dirección del técnico español Roberto Mickel, se crea la estructura educativa y deportiva para equipos para niños y niñas entre 10 y 19 años.
El 22 de enero de 2024 los dirigentes del Shenzhen anunciaron la desaparición del club luego de terminar en último lugar en la Super Liga China 2023 que los condenó al descenso a la segunda división.

## Historia del nombre
- 1994–95: Shenzhen F.C. (深圳F.C.)
- 1996: Shenzhen Feiyada (深圳飞亚达)
- 1997–98: Shenzhen Ping An (深圳平安)
- 1999: Shenzhen Ping An Insurance (深圳平安保险)
- 2000–01: Shenzhen Ping An Kejian (深圳平安科健)[3]
- 2002: Shenzhen Ping An Insurance (深圳平安保险)
- 2003–05: Shenzhen Jianlibao (深圳健力宝)
- 2006–07: Shenzhen Kingway (深圳金威)
- 2007–08: Shenzhen Xiangxue [nota 1][4] (深圳香雪上清饮)
- 2009: Shenzhen Asia Travel (Lejun) F.C. (深圳亚旅（乐君）)
- 2009–14: Shenzhen Ruby F.C. (深圳红钻)
- 2015–23: Shenzhen Kaisa F.C. (佳兆业深圳足球俱乐部)

## Palmarés
Títulos oficiales (1)
Títulos nacionales (1)
- Superliga China: 1

2004
- - Subcampeones: 2

2004, 2005
- Jia A Sub-Campeones: 2002
- Jia B Campeones: 1995
- Jia B Sub-Campeones: 1997
- League One Subcampeones: 2018

## Participación en competiciones de la AFC
| Temporada | Torneo               | Ronda            | Club                    | Casa      | Visita | Global   |
| --------- | -------------------- | ---------------- | ----------------------- | --------- | ------ | -------- |
| 2005      | AFC Champions League | Fase de grupos   | Júbilo Iwata            | 1–0       | 0–3    | 1° lugar |
| 2005      | AFC Champions League | Fase de grupos   | Suwon Samsung Bluewings | 1–0       | 0–0    | 1° lugar |
| 2005      | AFC Champions League | Fase de grupos   | Hoang Anh Gia Lai       | 5–0       | 2–0    | 1° lugar |
| 2005      | AFC Champions League | Cuartos de final | Al-Ahli                 | 3–1 (aet) | 1–2    | 4–3      |
| 2005      | AFC Champions League | Semifinales      | Al Ain                  | 0–0       | 0–6    | 0–6      |

## Equipación
| 1998 Titular | 2000 Titular | 2000 Alternativo | 2004 Titular | 2004 Alternativo | 2007 Titular | 2007 Alternativo | 2011 Titular | 2011 Alternativo |

## Jugadores destacados
- Chen Yongqiang (2000-09)
- Cheng Yuelei (2009-)
- Hui Jiakang (2008)
- Li Fei (2002-)
- Jiang Hong (1994-98)
- Li Jianhua (2002-08)
- Li Leilei (2004-05)
- Li Weifeng (1998-05)
- Li Yi (2000-06)
- Lu Bofei (2004-06)
- Mao Jianqing (2009)
- Peng Weiguo (2000-01)
- Sun Gang (1996-04)
- Wang Xinxin (2005)
- Xin Feng (2003-07)
- Yang Chen (2003-05)
- Zhang Xinxin (2002-04)
- Zhang Yonghai (2005)
- Zheng Bin (2003-04), (2009)
- Zheng Zhi (2001-04)
- Zhu Bo (1994-97)
- Takashi Rakuyama (2011-2013)
- Seiichiro Maki (2011)
- Chris Killen (2010-2011)
- Aleksey Nikolaev (2009)
- Johnson (2008)
- Bertin Tomou (1998-99)
- Abdeljalil El Hajji (2000-01)
- Djima Oyawolé (2003-05)
- Massamasso Tchangai (2009)
- Hernán Barcos (2009)
- Michael Valenzuela (2008-12)
- Tiago (2000-03), (2010)
- Vyacheslav Hleb (2010)
- Paul Fitzpatrick (1994)
- Paul Rideout (2000)
- Zoltán Kovács (2004)
- Marek Zając (2004-08)
- Aleksandar Živković (2010)
- Marko Zorić (2009)
- Slobodan Marović (1996-97)
- Harold Preciado (2017-2021)
- Juan Fernando Quintero (2021-2022.)
- Blerim Dzemaili (2020)
- Gao Lin (2020)

## Entrenadores del club
| Nombre              | Periodo                              |
| ------------------- | ------------------------------------ |
| Hu Zhigang          | enero de 1994-diciembre de 1995      |
| Zhou Sui'an         | diciembre de 1995-junio de 1996      |
| Liu Jianjiang       | julio de 1996-mayo de 1997           |
| Lu Jianren          | mayo de 1997-diciembre de 1997       |
| Xiao Duoyin         | diciembre de 1997-abril de 1998      |
| Zeng Xuelin         | abril de 1998-julio de 1998          |
| Cha Bum-kun         | julio de 1998-diciembre de 1999      |
| Edson Tavares       | diciembre de 1999-mayo de 2000       |
| Zhu Guanghu         | mayo de 2000-febrero de 2005         |
| Chi Shangbin        | febrero de 2005-mayo de 2005         |
| Guo Ruilong         | mayo de 2005-octubre de 2005         |
| Xie Feng            | octubre de 2005-noviembre de 2005    |
| Wang Baoshan        | noviembre de 2005-septiembre de 2006 |
| Xie Feng            | septiembre de 2006-diciembre de 2006 |
| Zhang Jun           | diciembre de 2006-diciembre de 2007  |
| Mai Chao            | diciembre de 2007-abril de 2008      |
| Zhang Zengqun       | abril de 2008-enero de 2009          |
| Fan Yuhong          | enero de 2009-agosto de 2009         |
| Xie Feng            | agosto de 2009-diciembre de 2009     |
| Siniša Gogić        | febrero de 2010-diciembre de 2010    |
| Philippe Troussier  | febrero de 2011-noviembre de 2013    |
| Li Yi               | noviembre de 2013-abril de 2015      |
| Lee Lim-saeng       | abril de 2015-agosto de 2015         |
| Li Haiqiang         | agosto de 2015-noviembre de 2015     |
| Tang Yaodong        | diciembre de 2015-julio de 2016      |
| Clarence Seedorf    | julio de 2016-diciembre de 2016      |
| Sven-Göran Eriksson | diciembre de 2016-junio de 2017      |
| Wang Baoshan        | junio de 2017-abril de 2018          |
| López Caro          | abril de 2018-julio de 2019          |
| Roberto Donadoni    | julio de 2019-agosto de 2020         |
| Zhang Xiaorui       | agosto de 2020-septiembre de 2020    |
| Jordi Cruyff        | septiembre de 2020-junio de 2021     |
| José Carlos Granero | junio de 2021-diciembre de 2021      |
| Zhang Xiaorui       | enero de 2022-febrero de 2022        |
| Lee Jang-soo        | febrero de 2022-septiembre de 2022   |
| Zhang Xiaorui       | septiembre de 2022-abril de 2023     |
| Chen Tao            | abril de 2023-julio de 2023          |
| Xiang Jun           | julio de 2023–enero de 2024          |